# Нумандьєз Дуе
Нумандьєз Дуе (фр. Noumandiez Doué; 29 вересня 1970, Кот-д'Івуар) — івуарійський футбольний арбітр. Арбітр ФІФА з 2004 року. Один з арбітрів чемпіонату світу 2014 року. Найкращий африканський суддя 2011 року.

## Кар'єра арбітра
Статус рефері ФІФА отримав 1 січня 2004 року.
З 2008 року почав обслуговувати міжнародні поєдинки на рівні національних збірних у рамках КАФ. Відсудив 6 поєдинків в відбірковому циклі до чемпіонату світу 2010. З 2009 року залучався до суддівства ігор кубка Конфедерації КАФ і ліги чемпіонів КАФ.
2010, 2012 і 2013 року обслуговував матчі Кубка африканських націй. Залучався до роботи на молодіжному чемпіонаті світу в Колумбії 2011 року та в Туреччині 2013 року.
Крім того обслуговував один матч клубного чемпіонату світу в Японії 2011 року, а також судив матчі відбіркового циклу до чемпіонату світу 2014 року.
15 січня 2014 року разом з двома помічниками, івуарійцем Сонгіфоло Єо і бурундійцем Жаном-Клодом Бірумушаху був обраний одним з арбітрів чемпіонату світу з футболу 2014 року в Бразилії, де відпрацював у двох матчах групового етапу і показав пряму червону картку еквадорцю Антоніо Валенсії у грі проти французів (0:0).